# Amadokos II
Amadokos II (gr.: Αμάδοκος, Amádokos) – król trackich Odrysów w latach 359-347 p.n.e.; syn Amadokosa I, króla Odrysów.

## Życiorys
Po śmierci króla Kotysa I doszło do walk o władzę nad królestwem Odrysów. Amadokos II pretendował do tronu z innymi kandydatami. Walki spowodowały podział królestwa na trzy części. Amadokos II otrzymał ziemie w centrum między Nestos i Hebros, Berisades na zachód od Nestos, natomiast Kersobleptes na wschód od rzeki Hebros,
W 358 r. Amadakos II wszedł z innym trackim królem Berisadesem w przymierze z Atenami i Ilirami przeciwko Filipowi II, królowi Macedonii.
Następnego roku, w 357 r., zawarł z dwoma pozostałymi królami trackimi Berisadesem i Kersobleptesem sojusz z Atenami. Sprzymierzeńcy postanowili, że będą wspólnie ściągać daninę z miast, a w przypadku ich buntu uderzą razem. Miasta te leżały na trackim wybrzeżu. Kilka z nich należało zapewne do Tracji, ale większość była greckimi koloniami. Leżały, np. na trackim Chersonezie. Daninę tę nazywano składką.
Amadokos II walczył z drugim trackim królem Kersobleptesem o sporne ziemie. Ten drugi zawarł sojusz przeciwko niemu z królem macedońskim Filipem II w 353 r. Amadokos natomiast przeszedł na stronę Macedonii w 352/351 r. oraz zawarł sojusz z Filipem przeciwko Kersobleptesowi.
Pod koniec 347 r. obaj królowie traccy poprosili Filipa II, króla Macedonii o rozsądzenie ich sporu. Macedończyk wykorzystał okazję i wtargnął ze swoją armią w szyku bojowym na sąd rozjemczy do Tracji. Uczynił z nich swoich wasali oraz wziął syna Kersobleptesa jako zakładnika.
Amadokos II pozostawił po sobie syna Teresa II, który objął władzę w centrum Tracji.